# Hansje Hubar

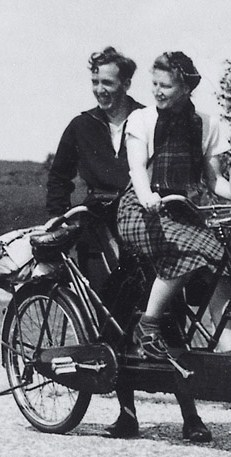
Hansje Hubar en Wim Eggink

Johanna Wilhelmina Thecla Maria (Hansje) van Hellenberg Hubar ('s-Gravenhage, 23 september 1919 – 10 juni 1991) was een Nederlands verzetsvrouw in de Tweede Wereldoorlog.

## Verzet
Toen de oorlog uitbrak, studeerde Hansje Hubar rechten aan de Leidse universiteit. Ze was lid van de Bond van Jong-Liberalen, de jongerenorganisatie van de Liberale Staatspartij (die weer de voorloper was van de VVD), en maakte daar kennis met Wim Eggink (1920-1945). Ze raakte betrokken bij het verzet, met name het verspreiden van de verzetskrant Ons Volk, die in oktober 1943 door Eggink en Han Gelder was opgericht.
Tijdens het proces tegen Eggink en 22 andere Parool-medewerkers werd het haar op 31 juli 1944 toegestaan in de rechtszaal in de Hamburgerstraat met Eggink te trouwen. Hij werd veroordeeld, naar kamp Amersfoort afgevoerd en in augustus naar een tuchthuis in Hamelen (Hannover). Daar overleed hij op 1 april 1945.

## Na de oorlog
Na de oorlog pakte Hubar haar studie weer op. In 1946-1947 werd zij de tweede naoorlogse praeses van de UVSV. Later trouwde ze met dr. Jan van Mansvelt (1921-1987), neuroloog en medisch directeur van het Sint Elisabeth Gasthuis te Haarlem en een vriend van Eggink.
Hansje van Hellenberg Hubar overleed in 1991 op 71-jarige leeftijd.